# Bergantiños
Bergantiños egy comarca (járás) Spanyolország Galicia autonóm közösségében, A Coruña tartományban. Székhelye Carballo. Népessége 2005-ös adatok szerint 70 698 fő volt.

## Települések
A székhely neve félkövérrel szerepel.
- Cabana de Bergantiños
- Carballo
- Coristanco
- A Laracha
- Laxe
- Malpica de Bergantiños
- Ponteceso